# Histoire de Iaroslavl

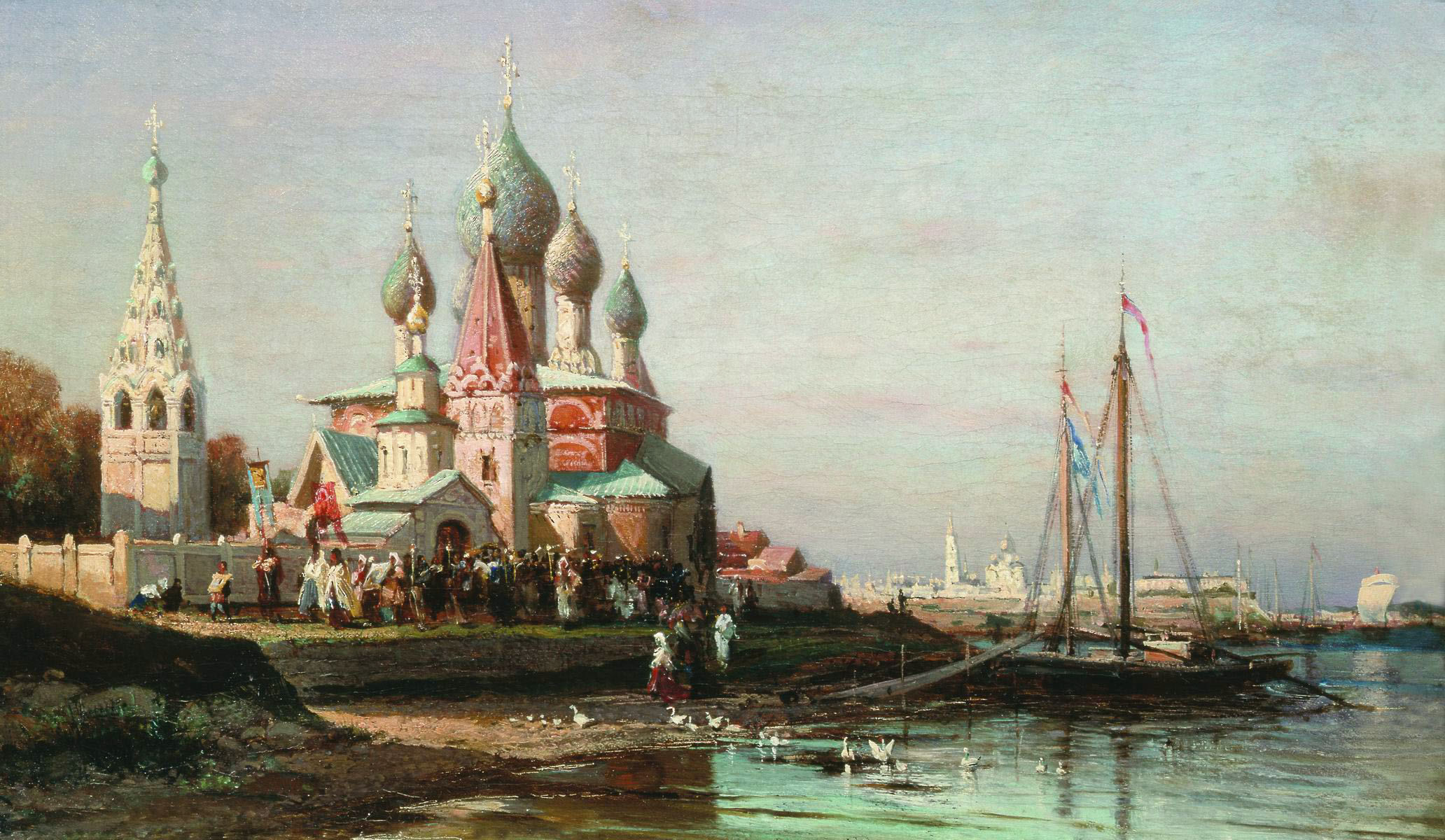
Procession de Pâques à Iaroslavl, huile sut toile, 1863. Alexeï Bogolioubov, Musée d'Art Radichtchev, Saratov.

Iaroslavl est la première des villes russes de la Volga mentionnées dans les chroniques russes. Dans la Chronique des temps passés, elle a été mentionnée pour la première fois en 1071. La ville moderne est née à l'endroit où la rivière Kotorosl se jette dans la Volga, l'artère principale de la route commerciale de la Volga, le long de laquelle on pouvait atteindre le centre principal du nord-est de la Russie, Rostov. En plus de la colonie slave (très probablement krivitche) de Medveji Ougol, qui a donné naissance à la ville, non loin d'elle aux IXe – Xe siècles, il y avait d'autres grands centres, dont la riche culture matérielle est illustrée par le complexe archéologique de Timerevo et les tumulus Mikhaïlovski.
Au début du XIIIe siècle, Constantin Vsevolodovitch commença à construire Iaroslavl avec des églises en pierre, la préparant au rôle de ville royale pour son fils Vsevolod. La principauté de Iaroslavl a atteint sa plus grande prospérité après le changement de dynastie régnante à la fin du XIIIe siècle, sous le prince Fiodor le Noir. La fragmentation progressive de la principauté en fiefs de plus en plus petits entraîna la perte de son indépendance politique en 1463.
L'« âge d'or » de la ville est associé au développement du commerce avec l'Europe occidentale via Arkhangelsk. Au XVIIe siècle, la ville est devenue le plus grand centre de l'État russe après Moscou. Alors que Moscou était occupée par les interventionnistes lituano-polonais, Iaroslavl a exercé des fonctions capitales pendant six mois. L’« âge d’or » de la ville rappelle les nombreuses églises de cette époque, riches en silhouettes et préservant pour la plupart les peintures murales originales.
Après les réformes de Pierre le Grand, Iaroslavl a perdu son ancienne importance et est devenue un centre ordinaire de gouvernement. Les étapes de l'européanisation de la région de la Haute Volga sont attestées par des événements liés à Iaroslavl tels que la création de l'usine de lin et de papier Zatrapeznov, la fondation du premier théâtre provincial de Russie par Fiodor Volkov, la publication du premier magazine de la province « Ouïedijnionny pochekhonets », la fondation de l'un des premiers établissements d'enseignement supérieur du pays, le lycée Demidoff (1803). Iaroslavl a reçu son plan moderne sous Catherine II.
En juillet 1918, la majeure partie de la ville fut détruite par l'Armée rouge lors de la répression du soulèvement anti-bolchevik. Au cours des années d'industrialisation, Iaroslavl s'est transformée en un grand centre industriel, un appendice industriel de la région de la capitale spécialisé dans l'industrie chimique. De grandes entreprises telles que l'usine automobile de Iaroslavl (1916, aujourd'hui usine de moteurs), l'usine de pneus de Iaroslavl (1932, autrefois la plus grande d'Europe) et la raffinerie de pétrole de Novoyaroslavl (1961) ont été mises en service. En 2010, Iaroslavl a célébré son 1000e anniversaire.

## Contexte
La colonie la plus ancienne du territoire de Iaroslavl a été découverte sur la rive gauche de la Volga en face de la Strelka (le cap au confluent de la Volga et de la Kotorosl) et remonte aux Ve — IIIe millénaire av. J.-C., pendant le Néolithique. Au Ier millénaire av. J.-C., la colonie située au confluent de la rivière Medveditsa est attribuée à la colonie Kotorosl-Medveditski, appartenant à la culture de Diakovo.
Au Ier millénaire, à en juger par les chroniques russes, dont la Chronique des temps passés, vivaient dans la zone des populations du peuple Mérien,. À partir du XIe siècle, la proportion de la population slave habitant ces lieux n'a cessé d'augmenter, avec la colonisation slave du nord-est de la Russie. La colonisation a provoqué ici un métissage avec une forte influence des Mériens sur les Slaves. À 10–12 km du centre de l'actuelle Iaroslavl, aux IXe – Xe siècles existaient des colonies proto-urbaines de Timerovo, Petrovskoïe (en haut de la Kotorosl) et Mikhaïlovska (Xe – Xe siècles, au-delà de la Volga), dont les habitants étaient engagés dans l'artisanat et le commerce. Après la fondation d'une Iaroslavl fortifiée, ils ne purent résister à la concurrence et disparurent, ne laissant que Petrovskoïe comme colonie rurale.

## Russie médiévale

### Fondation (988-1010)

#### Fondateur, date, et restes archéologiques

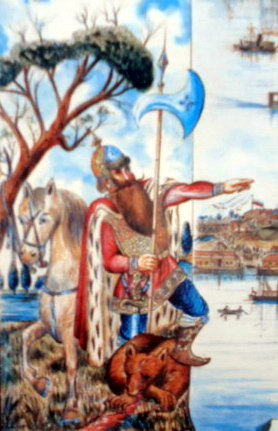
Iaroslav le Sage tuant l'Ours, G.P. Sabeneïev, 1878. Musée-réserve de Iaroslval.

Sur la base du nom de la ville, qui est une ancienne forme possessive du nom Iaroslav, des légendes basées sur des légendes locales et d'un certain nombre d'autres considérations, l'on pense qu'Iaroslavl a été fondée par Iaroslav le Sage lorsqu'il était prince de Rostov (988-1010). Comme la chronique a enregistré systématiquement toutes les actions de Iaroslav en tant que grand-duc de Kiev et ne note pas la fondation de la ville sur la Volga, il est présumé que ce soit quand Iaroslav était le prince de Novgorod (de 1010 à 1015), que la ville fut fondée. La ville a été fondée sur le cap au-dessus de la confluence de la Kotorsol dans la Volga, à proximité de la colonie païenne de Medveji Ougal. Iaroslavl fut fondée comme fortification vers Rostov, comme centre de féodalisation, de christianisation et de commerce.
Initialement, l'âge de Iaroslavl était mesuré à partir de 1024, la fondation de la ville était associée à la répression du soulèvement des volkhves de Souzdal. Mais d'autres versions existaient, dont celle pointant vers l'année 1010, qui devint particulièrement intéressante à la fin des années 1950, à l'occasion du 950e anniversaire de la ville qui approchait. En 1958-1959, l'historien de Iaroslavl Mikhaïl Meïerovitch a soutenu que la ville ne pouvait pas être apparue en 1024, et qu'elle n'était apparue avant 1010, d'après des documents d'époques disqualifiant 1024. Désormais, c'est à partir de 1010 qu'Iaroslavl compte ses années, faisant d'elle la première ville russe et chrétienne de la Volga et la plus ancienne ville moderne de celle-ci.
Sur le territoire délimité par la Kotorosl, la place moderne Tcheliouskine et le ravin Medveditski, des fortifications du début du XIe siècle (des deux premières décennies) ont été trouvées, avec des restes de remparts de 18 mètres de large, des gorodnias, des structures en bois et terre (maisons en rondins en pin et épicéa, rempli de sable). De plus, des habitations, une grande quantité de céramiques moulées, des perles et des types spécifiques de clés ont été trouvés dans la ville.

#### Théories et légendes autour de la fondation
Des légendes locales sur la fondation de la ville, enregistrées néanmoins très tard, relient la fondation à la victoire de Iaroslavl sur l'ours. Pavel Iourievitch Lvov (ru) écrit que les résidents locaux ont souffert d'un ours féroce, qui leur a été envoyé, comme ils le croyaient, en guise de punition par le dieu Vélès pour avoir accepté le christianisme. Mikhaïl Lenivtsev raconte qu'Iaroslavl, étant prince de Rostov, chassait à l'embouchure de la Kotorosl et y « rencontra un grand ours, avec lequel, étant entré en bataille, il la tua seul ». Il aimait l'endroit, et bientôt il revint ici avec les artisans et « fonda la ville avec un mur coupé, en la nommant en son nom, Iaroslavl » ; En même temps, il donna à la ville des armoiries semblables aux armoiries modernes. Le caractère artificiel et la qualité littéraire de ces contes sont évidents,.
Plus plausible, selon Illarion Tikhomirov, est « La Légende de la construction de la ville de Iaroslavl », enregistrée par l'archevêque de Rostov Samuel en 1771 et publiée par le prêtre Alexei Lebedev dans le livre « églises de la paroisse Vlassevski de Iaroslavl » en 1877. Son texte raconte qu'à l'époque où Iaroslavl dirigeait le pays de Rostov, non loin de Rostov, au confluent des rivières Volga et Kotorosl, à l'endroit de la fondation il y avait une forêt dense et le village de Medveji Ougol, village mérien, païen. Ils adoraient l'idole du dieu Vélès, qui se tenait dans un certain autel de Vélès. Ses habitants étaient engagés dans l'élevage, la pêche, et la chasse, et à l'occasion, ils pillaient des navires marchands naviguant le long de la Volga. Lorsque Iaroslav le Sage était prince à Rostov, il naviguait su des bateaux avec son escouade le long de la Volga, et les habitants de Medveji les attaquèrent et les pillèrent. Il exigea alors à son escouade de les intimider, puis une fois fait, de les soumettre à son autorité, donc de payer un tribut, et de les faire baptiser. Les habitants acceptèrent toutes les conditions, mis à part pour le baptême. Il vint alors encore une fois, avec l'évêque, les prêtres et d'autres ecclésiastiques, mais les païens ne les laissèrent pas rentrer dans le village. Les habitants relâchèrent une « bête féroce » sur le prince et ses compagnons, ainsi que les chiens. Il est présumé que cet animal soit un ours. Mais le prince ne se laissa pas déstabiliser, tua l'ours avec une hache, effrayant ainsi les païens. Après cela, il a ordonné la construction d'une église à cet endroit et de dégager la forêt, en ordonnant à la place une ville « en son propre nom », c'est-à-dire Iaroslavl,.
L'historien Nikolaï Voronine, qui a mené des fouilles à Iaroslavl en 1940, pensait que cette légende était associée à l'ancien culte de l'ours, caractéristique des tribus vivant dans la ceinture forestière de la Russie moderne, et que le culte des habitants de Medveji Ougol pour Vélès est une insertion des éditeurs de « La Légende de la construction de la ville de Iaroslavl »,.

### Premiers siècles (1010-1218)
Avant le début du XIIIe siècle, il y avait peu de nouvelles de Iaroslavl. La première et la dernière mention de Iaroslavl dans la « Chronique des temps passés » date de 1071, lors la « révolte des Volkhves » provoquée par la famine dans le pays de Rostov. Selon la chronique, traduite ici par Louis Léger, « Comme il y avait disette dans le pays de Rostov, deux magiciens d'Iaroslavl se montrèrent disant : « Nous savons bien qui retient les denrées. » ». Les Volkhves, à la tête de 300 personnes, remontèrent la Volga puis la Cheksna, tuant en chemin beaucoup de femmes, et atteignirent Beloozero, où leur détachement fut vaincu, et eux-mêmes furent exécutés par le voïvode Ian Vychatitch. À en juger par leur dispute avec Jan, citée ici, ceux-ci n'étaient pas tant des défenseurs de l'ancienne foi païenne que des adeptes du bogomilisme.
On sait que le monastère Petrovski existait déjà au XIIe siècle, il était alors situé en dehors de la ville. En 1149, les environs de la ville furent dévastés par les Novgorodiens. À cette occasion, la deuxième mention de Iaroslavl fut faite dans la chronique. En 1152, la ville fut assiégée par les Bulgares de la Volga, qui s'en approchèrent soudainement et lancèrent immédiatement une attaque ; cependant, ils ne purent prendre la ville immédiatement ; ils durent commencer un siège, qui fut levé grâce à l'arrivée de l'aide de Rostov,. Durant les deux premiers siècles de son existence, Iaroslavl est restée une petite ville frontalière du territoire de Rostov-Souzdal.

### Centre de la principauté (1218-1463)

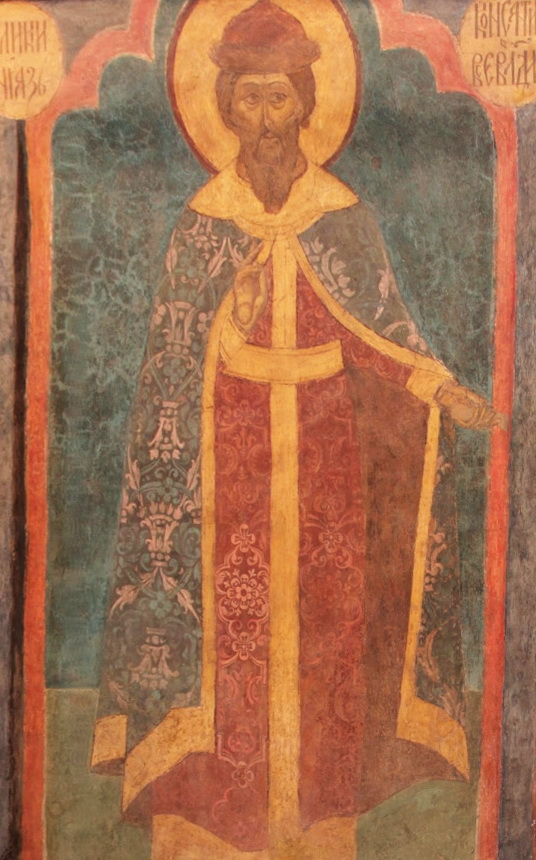
Constantin Vselodovitch.

Le prince Constantin Vsevolodovitch, à qui son père lui a donné le règne de Rostov en 1207, « vivait souvent » à Iaroslavl, où fut construite la tour princière. Il est mort peu de temps avant sa mort, distribuant l'héritage à ses trois fils. Son deuxième fils Vsevolod reçut alors Iaroslavl. Ainsi, en 1218, Iaroslavl devint la capitale de la nouvelle principauté de Iaroslavl, une principauté apanage de la principauté de Vladimir,,.
Sous Constantin Vsevolodovich et Vsevolod Constantinovich, les premières églises en pierre blanche furent construites dans la vill. Entre 1215 et 1219, la cathédrale de la Dormition fut construite à la cour princière de la detinets de la ville ; puis en 1216-1224 la cathédrale de la Transfiguration dans le monastère de la Transfiguration du Seigneur fondé en 1216,. En l'honneur de la victoire de Constantin lors de la bataille de la lipitsa en 1216, une église en bois de l'archange Michel fut construite sur les rives de la Kotorosl. Entre 1216 et 1218, la première école théologique du nord-est de la Russie fonctionnait dans le monastère de la Transfiguration du Seigneur, qui fut ensuite transféré à Rostov,.
À cette époque, Iaroslavl acquiert une zone commerciale et artisanale, située dans un triangle entre le kremlin de la Strelka, le monastère de la Transfiguration sur les rives de la Kotorosl et le monastère Petrovski à un kilomètre et demi du Kremlin en amont de la Volga. Sur la rive opposée de la Kotorosl apparaissent des colonies non fortifiées ; Tropinskaïa et Korovnitskaïa. Une étude menée par des archéologues sur les couches culturelles du XIIe siècle au début du XIIIe siècle a montré qu'à l'apogée, les frontières de Iaroslavl au XIIIe siècle étaient beaucoup plus larges que celles décrites dans la littérature. Sur le quai de la Volga, entre les bâtiments des Chambres des Métropolités et l'église Saint-Élie-Tikhonovskaïa, un bâtiment d'architecture assez complexe mesurant dix mètres sur douze a été trouvé (demeures de représentants de l'élite princière-boyarde de la fin du XIIe siècle et au début XIIIe siècles).
En 1221, un grave incendie se produisit et la plupart des bâtiments de la ville furent incendiés, y compris la cour princière et 17 églises,.
La ville fut pillée par les Mongols-Tatars lors de l'invasion mongole de la Rus' de Kiev, l'escouade du prince Vsevolod, ayant fait partie des troupes unies de Vladimir-Souzdal, et ayant participé à la bataille avec les hordes de Batu sur la rivière Sit, où les troupes russes furent vaincues. Les Mongols avaient lancé l'assaut sur la ville le 3 février 1238, et pris la ville quelques jours plus tard. Le nord-est de la Russie devint sous le joug des Mongols. Sur le territoire de la ville Hachée, de sombres preuves de la dévastation mongole ont été découvertes, dont un sous-sol rempli jusqu'au sommet d'ossements humains avec des traces de mort violente,. Les blessures aux os causées par des objets perçants et coupants ne montraient aucun signe de guérison, certains os étaient brûlés. Au total, entre 2005 et 2008, neuf charniers de ce type ont été identifiés avec les restes d'au moins 300 personnes. À en juger par le rapport des isotopes du strontium, la plupart des habitants de Iaroslavl issus des charniers médiévaux sont nés et ont grandi dans les environs de Iaroslavl, et seule une petite partie venait d'autres régions d'Europe de l'Est.
Le 3 juillet 1257, près de Iaroslavl, sur une colline appelée plus tard Tougovaïa Gora, eut lieu une bataille avec la Horde, qui coûta la vie à de nombreuses personnes, dont le jeune prince Constantin Vsevolodovich. Ce fut l'un des plus grands soulèvements contre les baskaks (collecteurs d'hommages de la Horde) a eu lieu en 1262. Les Tatars et leurs serviteurs ont été tués. La campagne punitive a été empêchée par le grand-duc de Vladimir Alexandre Nevski, qui s'est rendu à la Horde.
En 1278, une épidémie et une peste éclatèrent dans la principauté, et en 1298, une sécheresse se produisit, suivie d'une famine. La Horde ravagea à nouveau Iaroslavl en 1293 et en 1322.
Les icônes de Iaroslavl Le Sauveur de Iaroslavl, Orante d'Iaroslavl et La Vierge de Tolga appartiennent au XIIIe siècle.
En 1300, à l'initiative de la princesse Anna (l'épouse de Fiodor le Noir), l'église de l'archange Michel fut reconstruite en pierre. En 1314, près de Iaroslavl, sur la rive opposée de la Volga, l'évêque Prokhor fonda le monastère de Tolga.
En 1364, il y eut une épidémie de peste. En 1371, les ouchkouïniki, des pilleurs sur la Volga, pillèrent la ville.
En 1375, la première colonie transvolgaïenne, Tveritsy, fut fondée en face de la ville.
Au XIVe siècle, certains princes de Iaroslavl se qualifiaient de grands. En 1380, les escouades de Iaroslavl prirent part à la bataille de Koulikovo. En souvenir de cela, vers 1390, le monastère de la Nativité fut fondé près de celui de la Transfiguration, qui exista jusqu'au début du XVIIe siècle. Au cours des guerres intestines du deuxième quart du XVe siècle, Iaroslavl fut pillée en 1433 et Vassili le Louche s'approcha sans succès de la ville en janvier 1435. Le dernier prince de Iaroslavl était Alexandre Fiodorovitch Broukhati, sous lui, depuis 1463, la principauté de Iaroslavl est devenue pacifiquement une partie de la principauté de Moscou.

## Sous le tsarat de Russie

### De 1463 à 1600
Le territoire de l'ancienne principauté a été transformé en ouïezd de Iaroslavl, qui appartenait jusqu'à la fin du XVIIe siècle au prikaze de Kostroma. Un gouverneur et un voïvode furent nommés pour gérer l'ouïezd ; au début, ils gouvernèrent également la ville elle-même, mais progressivement cette fonction fut transférée au greffier municipal, nommé parmi la noblesse locale. Il y a des références aux clercs suivants : en 1539, Chemiaka Sabourov, en 1555, Mikita Ielmanov et Soumorok Ielbouzien, 1562, Fadeï Ivanovich Korobov et Chiriaï Norovaty, 1574, Dmitri Balakhchine et Tikhmenev, en 1581-1586, Balakhchine ensemble à différents moments avec Matiouchkien et Grigory Gravoronov.
En 1501, il y a eu un incendie, une partie importante de la ville a été incendiée, y compris la cathédrale de la Dormition, qui s'est effondrée, et les bâtiments du monastère de la Transfiguration ont été gravement endommagés. Ces églises ont été reconstruites, grâce à l'envoi par Vassili III d'artisans de Moscou, et consacrées en 1516 : la cathédrale de la Transfiguration, qui a survécu jusqu'à nos jours, est le plus ancien édifice de la ville, et ses fresques, peintes en 1563-1564, sont le plus ancien monument mural. Au même moment, la première tour en pierre du monastère de la Transfiguration fut construite, la Porte Sainte, et en 1550-1580, des murs en pierre au lieu des anciens murs en bois. C'était la partie la plus fortifiée de la ville, car le kremlin de Iaroslavl n'avait jamais eu de murs en pierre. Au même siècle, un beffroi et une salle du réfectoire avec l'église de la Croix (Nativité) ont été érigés dans le monastère de la Transfiguration,.
Le 9 juillet 1536, un incendie dévastateur se produisit à nouveau, à la suite duquel la ville dut pratiquement être reconstruite. Par décision d'Hélène Glinskaïa, la ville a été renforcée : plusieurs tours ont été construites, dont 3 en pierre, et un rempart en terre a été coulé(le long de la rue moderne Pervomaiskaïa). Ainsi, Iaroslavl se composait alors du kremlin (la ville Hachée), d'une colonie à l'intérieur du rempart (Zemlianoï Gorod) et de colonies non fortifiées derrière (banlieues).
À partir du milieu du XVIe siècle, lorsque tout le cours de la Volga est devenu le territoire de la Russie, des liaisons actives entre l'Europe et l'Est ont été établies le long de celle-ci à travers la Dvina septentrionale et la mer Blanche. Les marchandises étrangères étaient transportées à travers la ville et vers Moscou par voie terrestre. Iaroslavl était alors en train de devenir un centre majeur de commerce de transit. Les marchands anglais ont établi un port intérieur dans la ville et ont placé des entrepôts avec des produits destinés à la vente en Russie et en Asie ; puis des comptoirs commerciaux hollandais et allemands furent créés. Dans la ville, on vendait du pain (il y avait alors des années très fructueuses en Russie, et la terre de Iaroslavl était particulièrement fertile), du cuir, du saindoux, du lin et surtout du poisson, dont la Volga était riche (depuis 1583, l'image de les premières armoiries de Iaroslavl sont connues, « tête de poisson à gauche »). Le commerce des biens étrangers était également actif. Les militaires, nobles, commerçants et artisans, commencèrent à jouer un rôle de plus en plus important dans la vie de la ville, y compris dans le domaine culturel : ils parrainèrent la construction de nouvelles églises, initialement en bois, dans les rues de la ville et commandèrent la peinture d'icônes.
Le tsar Ivan le Terrible visitait souvent Iaroslavl, il aimait particulièrement visiter les monastères de la Transfiguration du Seigneur et de Tolga et leur offrait de nombreux cadeaux.

En 1565, lorsqu'Ivan le Terrible divisa l'État russe en opritchnina et zemchtchina, la ville de Iaroslavl devint partie de cette dernière et lui appartint jusqu'au début de 1569, date à laquelle elle fut attribuée à l'opritchnina. Après le pogrom de Novgorod, de nombreux marchands se sont installés ici, y compris ceux qui ont joué un rôle important dans le développement de la ville, les Skripines, les Svetechnikovs, les Gourievs,. Mais au tournant des années 1560-1570, il y eut 3 années de sécheresse et, par conséquent, une famine, aggravée par l' épidémie de peste, à Iaroslavl, cela dura environ un an. En conséquence, les prix du pain ont augmenté de 5 à 10 fois en peu de temps. Giles Fletcher, qui passa par Iaroslavl en 1588, écrit que parmi les villes russes se trouvent Moscou et Novgorod :
« se distinguent par leur taille par rapport aux autres. Les villes de Pskov, Smolensk, Kazan et Astrakhan sont particulièrement remarquables par leurs fortifications en tant que villes frontalières. Mais en termes d'emplacement, Iaroslavl est de loin supérieur aux autres [...] Car outre les produits que le soja produit en pâturages et en blé, elle se trouve sur le célèbre fleuve Volga et la surplombe depuis une rive élevée, très belle et majestueuse à voir : d'où la ville a pris le nom [...] D'autres villes n'ont rien de remarquable, à l'exception de quelques ruines à l'intérieur de leurs murs, prouvant le déclin du peuple russe sous la domination actuelle ".

### Iaroslavl au temps des troubles (1601-1612)
En 1601, une grave famine éclata dans les régions centrales du pays en raison des catastrophes climatiques. Selon certaines données, environ les 2/3 de la population sont alors morts. Cela a contribué à la montée au pouvoir des imposteurs et au début d'une période de troubles dans le pays.
Après le renversement de Faux Dmitri Ier en 1606, sa femme et son beau-père Marina et Jerzy Mniszek et avec eux 375 autres Polonais furent exilés à Iaroslavl. Les Polonais vivaient librement derrière les remparts en terre de la ville. Selon leur description, il n'y avait pas de bâtiments en pierre à Iaroslavl, à l'exception du monastère de la Transfiguration ; la forteresse près de la ville était considérable, mais déjà très vieille et pourrie ; le faubourg était séparé par un rempart profond. En 1608, Marina, son père et d'autres Polonais furent relâchés,.
En 1608, un nouvel imposteur apparaît, Faux Dmitri II, ses troupes assiègent Moscou et s'approchent de Iaroslavl. Le voïvode Fiodor Bariatinski a décidé de se rendre. La ville, afin d'éviter la ruine des Polonais soutenant Faux Dmitri II, dut payer une indemnité considérable de 30 000 roubles et promettre d'équiper un millier de cavaliers. Mais, selon Conrad Bussow, malgré cela, les Polonais ont volé les magasins des commerçants, battu les gens et pris tout ce qu'ils voulaient sans argent. En réponse à l'indignation de la population, des représailles brutales ont suivi. Les étrangers Joachim Schmit et Lorenz Biugge furent nommés nouveaux voïvodes. Le 12 décembre, un détachement d'Alexandre Lissovski s'est arrêté à Iaroslavl pour réprimer les soulèvements de Kostroma et de Galitch. La nuit, les citadins ont tué de nombreux Polonais qui dormaient ivres, mais cette tentative de résistance a été réprimée,.
En février 1609, une milice sous le commandement des voïvodes Nikita Vytcheslavtsev, Sila Gagarine et Ievsevy Ryazanov quitta Vologda pour Iaroslavl, elle battit la garnison polonaise sous la direction de Tyshkevich le 7 avril non loin de la ville, et les étrangers quittèrent Iaroslavl, non dans l'espoir de le tenir, et le lendemain, la milice est entrée. Les réparations et la construction de fortifications ont commencé dans la ville, les murs de la ville de Zemlianoï ont été restaurés et un fort a été érigé autour des villes et des colonies. Le 30 avril, les détachements de Boudzilo et du gouverneur Naoumov, envoyés par l'hetman Sapieha, se sont approchés de la ville et la nuit « ils ont pris le plus grand fort de Iaroslavl et ont battu de nombreux habitants de Poméranie et de Iaroslavl, et les églises de Dieu et les cours ont été détruites. Tout près des éboulis et près du monastère de la Transfiguration, les colonies et les villages ont été incendiées depuis la rivière Kotorosl et la Volga. La ville de Zemlianoï et le monastère de la Transfiguration ont résisté au siège même après l'approche des troupes de Lissovski de Souzdal le 8 mai, et le 23 mai, avec de lourdes pertes, les étrangers se sont retirés de Iaroslavl,. En souvenir de ces événements, l'église de la Mère de Dieu de Kazan a été fondé en 1610. Dans cette église, à la place du monastère de la Nativité incendié par les Polonais, le couvent de Kazan a été fondé,.
En 1611, les habitants de Iaroslavl, sous le commandement du gouverneur Ivan Volynski, rejoignirent la première milice pour la libération de Moscou, commandée par le noble Prokopi Liapounov, mais elle n'atteignit pas son objectif.
D'avril à juin 1612, la deuxième milice était stationnée à Iaroslavl sous la direction de Kouzma Minine et Dmitri Pojarski, arrivés de Nijni Novgorod, et ici, elle fut reconstituée avec de nouvelles forces de Iaroslavl et des villes voisines. Iaroslavl remplissait à cette époque des fonctions capitales, le « Conseil de la Terre entière » se réunissait ici, des pièces de monnaie étaient frappées (avec l'inscription « S/IAR »). La milice est restée dans la ville pendant environ six mois. Une maladie infectieuse est née de la foule excessive, mais s'est rapidement arrêtée, selon la légende, miraculeusement. Le 28 juillet, alors que les milices avaient rassemblé 20 000 personnes, les troupes marchèrent vers Moscou et la libérèrent,.
Du 21 mars au 16 avril 1613, le tsar nouvellement élu Mikhaïl Fiodorovitch Romanov séjourna à Iaroslavl, sur la route de Kostroma à Moscou. De là, il envoya sa première lettre royale, dans laquelle il informait le conseil du zemstvo de son consentement au trône.
Avant la paix définitive avec la république des Deux nations, Iaroslavl et ses environs ont été soumis à plusieurs reprises à des « troubles » de la part de leurs ennemis. En 1615, la ville était un point de rassemblement pour les troupes se préparant contre Lissovski, qui tentèrent d'attaquer Ouglitch, Kachine, Bejetsk, Romanov et Pochekhonié. En 1617, Iaroslavl fut menacée par les cosaques zaporogues envoyés depuis près de la Laure de la Trinité par le prince Ladislas IV Vasa, ils furent chassés par les troupes d'Ivan Tcherkasski.
En mémoire des événements du Temps des Troubles, les armoiries de Iaroslavl sont couronnées du bonnet de Monomaque et, en 1997, une chapelle de l'icône de Kazan de la Mère de Dieu a été érigée près de l'ancien monastère de la Transfiguration. Pendant les années des troubles, la majeure partie de Iaroslavl a été incendiée, la population a été dévastée et beaucoup sont morts ou ont fui.

### L'âge d'or de Iaroslavl (XVIIesiècle)

#### Un nouveau centre commercial
Iaroslavl s'est rapidement remis des conséquences des troubles. Elle est devenue un grand centre commercial et artisanal. Si en 1614 il y avait environ 900 ménages habités, alors au milieu du XVIIe siècle, il y en avait déjà 2 000 et 15 000 personnes y vivaient, alors il y en avait davantage seulement à Moscou, mais selon l'inventaire de 1678, il y avait il y avait déjà 2936 ménages dans la ville.
Dans les années 1630, Iaroslavl se classait au troisième rang en termes de chiffre d'affaires commercial après Moscou et Kazan. Au marché de Iaroslavl, à cette époque, il y avait 32 rangées de magasins et 800 places de commerce (échoppes, magasins, etc.), 24 cabanes de tavernes et 29 magasins étrangers dans la ville. Le long de la Volga, la seule voie navigable de Moscou vers l'ouest via Arkhangelsk continuait à passer par Iaroslavl, avec laquelle étaient reliés jusqu'à la moitié des principaux marchands de Iaroslavl. L'influence des marchands grandit, un sixième des marchands les plus influents de Russie vivaient à Iaroslavl. Les marchands étrangers concentraient entre leurs mains le commerce extérieur avec les pays de l'Ouest et de l'Est, dont de Chine. Au milieu de la siècle, il y avait déjà 15 cours dans la ville, alors qu'en 1614, seulement 4. Dans le même temps, il y avait environ 30 bureaux de commerce extérieur à Iaroslavl.
Dans la seconde moitié du XVIIe siècle, il y avait un peu moins de1 200 artisans dans 95 spécialités, la production de cuir étant particulièrement importante (environ un tiers des artisans). On produisait du métal (à la fin du siècle il y avait plus de 50 forges) et des produits en argile, des tissus de laine et de lin. La pêche était encore développée. Près d'un quart de la superficie totale de la ville de Zemlianoï était occupé par une zone commerciale, de la Volga à l'église du Sauveur-dans-la-ville, et le commerce s'effectuait également près du monastère de la Transfiguration et dans les villages.

#### L'agrandissement de la ville
Iaroslavl a continué à se construire sur la base du système d'urbanisme de type cap ; en dehors du Zemlianoï, dans l'interfluve de la Volga et de la Kotorosl, le développement s'est déroulé principalement le long des routes principales. Les colonies de Bogoïavlenskaïa, Kisselioukha, Krokhinskaïa et Spasskaïa se sont développées le long de la Kotorosl, à côté de Zemlianoï, Mitinskaïa et Streletskaïa, le long de la route d'Ouglitch, Kondakovskaïa, à côté, Nikitskaïa, le long de la Volga, Blagovechtchenskaïa et Petropavlovskaïa, à côté d'elles, Jeleznaïa et Kalatchnaïa. Parallèlement, aux XVIe et XVIIe siècles, les terres au-delà de la Kotorosl se sont développées, les colonies de Toltchkovskaïa, Korovnitskaïa, Iamskaïa, Tropinskaïa, Chilovskaïa, etc. se sont développées.
Administrativement, la ville a été divisée en 7 zones (Gorodovaïa, Sretenskaïa, Nikolskaïa, Dmitrovskaïa, Doukhovskaïa, Spasskaïa, Toltchkovskaïa), plusieurs dizaines (il y avait environ 60 ménages sur une dizaine) et villages. Ils étaient dirigés par les Sotsky et les dizaines. Le chef de la colonie était l'ancien du zemstvo. Ici vivaient des personnes personnellement libres qui portaient un fardeau envers l'État et des personnes appartenant à des propriétaires spirituels et laïcs. Après 1649, ces derniers furent également transférés à l'impôt de l'État. Le quartier de Spasskaïa Sloboda appartenait au monastère de la Transfiguration du Seigneur ; Tropinskaïa, Toltchkovskaïa, Korovnitskaïa, Blagovechtchenskaïa, Tveritskaïa, Petrovskaïa et Zariadié étaient entre des mains privées et ce n'est qu'en 1719 qu'elles furent finalement attribuées à la ville.

#### Nouveaux bâtiments religieux
La prospérité économique a contribué à la croissance culturelle. Le XVIIe siècle est devenu le siècle de la construction de églises pour Iaroslavl, 3 monastères et 48 églises ont été construits au cours du siècle, dont 35 en pierre. Un école d'architecture de Iaroslavl a émergé (tuiles polychromes, briques façonnées). Les artisans de Iaroslavl ont été invités à construire à Moscou et dans d'autres villes. Les églises se distinguaient par leur taille, leur riche décoration, leurs grands dômes à cinq coupoles et leurs peintures uniques.
En 1621-1646. Les murs du monastère de la Transfiguration, endommagés lors du siège de 1609, ont été reconstruits, ils sont devenus plus grands, des tours en pierre et un bâtiment carcéracl sont apparus au monastère. En 1615, l'église paroissiale d'Athanase et Cyrille fut transformée en monastère d'Athanase. Les églises étaient souvent construites aux dépens des marchands, par exemple, 8 églises ont été construites uniquement en l'honneur de Saint Nicolas le Thaumaturge, le patron du commerce ; l'une d'elles, l'église Saint-Nicolas Nadein, fut la première église paroissiale en pierre de la ville (1620-1622, peinte en 1641). Les marchands Skripines ont construit l'église du Prophète-Élie (1647-1650, peinte en 1680) ; cette église est devenue le centre d'un plan en anneau radial lors de la reconstruction de la ville en 1778. En 1646, la cathédrale de la Dormition fut construite (pour la troisième fois). La peinture d’icônes est florissante. Les particularités de l'expérience mentale et le style artistique de cette époque permettent aux scientifiques modernes de parler de la renaissance régionale de Iaroslavl du XVIIe siècle.

#### La reconstruction de la ville et l'essor culturel
En 1654, il y eut une terrible épidémie de peste et le 10 juillet 1658, un terrible incendie détruisit presque toutes les quartiers de Zemlianoï et de la Ville hachée et même la Tropinskaïa Sloboda au-delà de Kotoroslia. Des milliers de personnes sont mortes, 29 églises, 3 monastères, 1,5 mille cours et murs d'enceinte avec tours, construits au début du XVIIe siècle, ont été incendiés (24 tours de Zemlianoï et 12 tours de la ville hachée). La cathédrale de l'Assomption, les églises de Saint-Nicolas Nadein, de la Nativité du Christ (construites en 1644) et du Prophète-Élie ont survécu à l'incendie, mais la cathédrale de la Dormition a été gravement endommagée lors de l'incendie de 1670 et a été reconstruite quelques années plus tard.
Après l'incendie de 1658, les murs en bois de Zemlianoï n'ont pas été restaurés, mais les remparts ont été surélevés et les fossés ont été approfondis. Pendant 10 ans, au lieu de tours en bois, des tours en pierre ont été construites aux mêmes endroits : 12 tours sans portes et 4 tours-portes (Vlassievskaïa, sur la route d' Ouglitch, Semenovskaïa, sur la route de Romanov, Voljskaïa vers la Volga, Zeleinaïa, au croisement de la Kotorosl et plus loin jusqu'à la route vers Rostov et Moscou). Parmi celles-ci, Voljskaïa et Vlassievskaïa ont survécu jusqu'à ce jour. Le Kremlin a perdu son importance défensive, seules deux tours en pierre et une tour de passage (Nikolskaïa) ont été construites du côté de la Kotorosl. Le Kremlin abritait des institutions gouvernementales : la cour du voïvode, la cabane officielle, le trésor de poudre à canon, les cours des anciens de province, des commis, le centurion du tir à l'arc, une prison, et depuis les années 1680, la résidence des métropolites de Rostov (le bâtiment des Chambres des métropolites en a été préservé).
Des églises en pierre ont été activement construites (environ 50 au total à la fin du siècle), notamment : Prophète-Élie-de-la-Ville-Hachée (1694) et Nicolas-de-la-Ville-Hachée (1695) au Kremlin, Saint-Michel-Archange (1657-1680) et de l'Épiphanie (1684-1693) dans Zemlianoï. Les chefs-d'œuvre de l'architecture russe comprennent les églises de la banlieue de Iaroslavl : Jean-Baptiste (1671-1687) et Saint-Théodore (1681-1687) à Toltchkov, Saint-Jean-Chrysostome et Vladimirskaïa (1649-1669) à Korovniki. L'église Saint-Jean-Baptiste, construite grâce aux fonds des habitants de Toltchkovskaïa Sloboda, est la plus impressionnante de la ville en termes de taille, avec 15 dômes, elle est représentée sur le billet de banque moderne de 1 000 roubles. Ses fresques, peintes en 1694-1695, n'ont pas d'égal dans l'art mondial en termes de nombre de sujets représentés (plus d'un millier et demi). Si au début du XVIIe siècle, dans la ville de Zemlianoï et ses environs, il n'y avait pas une seule église en pierre sur 40, alors à la fin du siècle, les monastères d'Athanase et de Kazan et 14 églises paroissiales étaient en brique. Les églises de la ville Hachée sont également devenues en pierre. Parmi les bâtiments résidentiels en pierre de cette époque, la maison d'Ivanov et la maison de Rabotnov ont survécu.
L'iconographie et la peinture murale sont florissantes. Les sujets quotidiens et historiques y sont répandus et les icônes hagiographiques sont courantes. Les peintres d'icônes locaux sont devenus largement connus ; beaucoup d'entre eux ont travaillé à la cour royale. Des légendes sur les icônes miraculeuses ont été activement écrites dans les monastères, en particulier le célèbre « Conte de l'apparition et des miracles de l'icône de la Mère de Dieu Tolga ».

## Pendant l'Empire russe

### Centre provincial

#### Renforcement de son statut
En 1692, un sceau officiel de la ville fut établi, preuve du statut administratif accru de la ville, Rostov et Pereslavl passèrent sous la direction du voïvode de Iaroslavl. En 1730, les armoiries de la ville furent officiellement approuvées. En 1708, lors des réformes provinciales de Pierre Ier, Iaroslavl a rejoint le gouvernement de Saint-Pétersbourg, et en 1719 elle est devenue le centre d'une province du même gouvernement et depuis 1727, le centre d'une province du gouvernement de Moscou. Iaroslavl se développe comme un grand centre administratif, économique et culturel.
En 1699, les habitants de Iaroslavl reçurent le droit d'élire des bourgmestres, qui faisaient partie de la cabane des bourgmestres (zemstvo), dirigée par le président. Ainsi, le pouvoir du gouverneur cessa de s'étendre à la population urbaine. Dans les années 1720, la cabane du zemstvo fut transformée en magistrature municipal, qui comprenait le président, plusieurs bourgmestres et conseillers municipaux. Le magistrat était chargé de gérer la ville, était responsable des tribunaux, était responsable des affaires de police, financières et économiques, les corporations et ateliers de la ville lui étaient subordonnés et, à partir de 1727, il était chargé de percevoir les impôts dans la ville. Les impôts de Pierre sur la barbe et les vêtements de type ancien à Iaroslavl étaient perçus à l'entrée de la porte Vlassevski.
En 1702, Iaroslavl restait la deuxième ville après Moscou en termes de nombre de ménages : 2 236 ménages (contre 4 845 pour Moscou), 16 000 habitants. En 1722, la population était de 22 000 personnes (et ce malgré le fait que la population totale de l'Empire russe ait diminué pendant cette période).
En 1710, plus d'un millier d'habitants exerçaient une activité artisanale ; comme auparavant, la majorité était des tanneurs, puis des cordonniers et des forgerons. En 1693, la route postale Moscou-Arkhangelsk fut établie, passant par Iaroslavl. La Volga a continué à jouer un rôle de transport énorme. En 1703-1708, le canal de Vichni-Volotchoka été construit, reliant la Volga à la nouvelle capitale, Saint-Pétersbourg, qui est devenue une nouvelle voie de transport de la Russie vers l'ouest. Le changement des principales routes commerciales a eu un impact négatif sur la position commerciale de Iaroslavl (par exemple, tous les bureaux de commerce extérieur ont été fermés) et sur le bien-être de ses marchands, qui ont été contraints de chercher d'autres sources de revenus.
Le développement de l'industrie à Iaroslavl a été facilité par le capital accumulé par les marchands, la présence de relations commerciales et les spécialistes nécessaires. Au début, des entreprises publiques sont apparues : les cours d'Oroujeïny (10 huttes, plusieurs hangars et granges, 6 forges, beaucoup pour l'époque), Cloth (2 maîtres de Moscou et 20 habitants de la colonie) et Chlyapny (1 maître, 7 ouvriers et 1 étudiant). Des artisans furent amenés de Toula (117 cabanes furent construites pour eux) et de Hollande pour s'entraîner à la fabrication d'armes ; des Suédois captifs furent amenés pour la fabrication de chapeaux. Mais ces entreprises ont été détruites par l'incendie de 1711, 2 monastères, 27 églises, 16 tours de la ville ont également été endommagées, 36 galeries marchandes, plus de 700 magasins et environ 1,3 mille immeubles d'habitation ont été complètement incendiés.

#### Manufactures et artisans de Iaroslavl
En 1722, le marchand Maxime Semionovitch avec ses fils Ivan, Dmitri et Gavrila Zatrapezny et le Néerlandais Ivan Tames commencèrent la construction d'une manufacture de lin et de papier sur la rive droite de la Kotorosl, à la périphérie du village de banlieue de Melenki, près de le ruisseau Kavardakovski, l'un des tout premières et des plus grandes du pays. Au cours des premières années, plus de 500 personnes travaillaient dans 172 divisions ; après cinq ans, il y avait déjà 1 406 ouvriers (860 hommes et 546 femmes). En 1723, une entreprise de tissage de la soie, fut construite à la manufacture. Selon le décret de 1736, les travailleurs libres embauchés par eux étaient affectés aux entreprises. Ivan Tames vendit bientôt sa part ; après 1727, le chef de l'entreprise était Ivan Zatrapezny.
La manufacture a été construite selon un plan qui comprenait non seulement les bâtiments de production et les étangs nécessaires au travail, mais aussi le domaine du propriétaire avec un parc, des zones d'habitation planifiées, ainsi que l'église Pierre et Paul, construite en 1736-1742 sur la maquette de la cathédrale Pierre-et-Paul de la capitale, le seul monument du baroque pétrovien dans la ville.
En 1742, la manufacture fut divisée : la production de lin revint au fils d'Ivan Zatrapezny, Alexeï et devint connue sous le nom de Grande Manufacture de Iaroslavl (dans la seconde moitié du XVIIIe siècle, il y avait 6 000 ouvriers), et la production de papier (Petite Manufacture) à Dmitri (dans les années 1770, il y avait 3 000 ouvriers sur 386 machines). Les deux bénéficiaient de divers avantages : exonération d'impôts et service public. Les entreprises ne rendaient pas compte au voïvode, mais uniquement au Conseil des manufactures.
Les produits de la Grande Manufacture, qui fabriquaient des produits en lin aux motifs complexes, durables et de bonne qualité, étaient très demandés sur le marché. En 1765, cette manufacture fut achetée par Savva Iakovlev. Sous lui, le nombre d'ouvriers passa à 9 000 personnes et les produits commencèrent à être fournis à la cour impériale. Au milieu du XIXe siècle, la production a été déplacée vers les rives de la Kotorosl ; aujourd'hui, le parc Pierre et Paul est situé sur le site de la manufacture de lin Zatrapezny.
La petite manufacture fut achetée par le marchand G. Ougletchaninov à la fin du XVIIIe siècle. Sous sa direction, elle dispose de 220 machines et développe la production de lin et de soie. Le fil était acheté auprès des résidents locaux, la soie était importée de Perse, le fil de coton des possessions russes d'Asie centrale, les peintures d'Astrakhan et de Kizliar.
La production artisanale continue également de se développer : on compte 36 métiers au total : production du cuir (46 établissements répartis en huit métiers distincts), des céréales (21), de la bougie (13) et de la brique (11 établissements). Il s'agissait pour la plupart de petits ateliers, mais il y en avait aussi de grands, comme les usines d'Ivan Kuchumov (25 000 cuirs par an), Alexander Patrikeïev (50 000 chapeaux par an), Ivan Zatrapeznov (200 000 briques par an). Les produits de Iaroslavl étaient vendus dans les capitales, dans d'autres villes et à l'étranger. Le rôle commercial de la ville a également été partiellement préservé. En 1770, il y avait 541 marchands.

#### Nouveaux bâtiments et services et incendie
En 1718, une école a été ouverte, le premier établissement d'enseignement de la ville. En 1747, le séminaire théologique slave-latin de Iaroslavl fut ouvert au monastère de la Transfiguration ; 30 ans plus tard, 300 étudiants y étudiaient. Il y avait des hospices dans la ville, financés par des particuliers et des églises paroissiales (en 1717 il y en avait 12, et en 1777, 20).
Le 10 juillet 1750, Fiodor Volkov fonda à Iaroslavl le premier théâtre public de Russie ; un an plus tard, un bâtiment spécial fut construit pour le théâtre dans la rue Nikolskaïa, qui inaugure le 7 janvier 1751 (18 janvier dans le calendrier grégorien). Mais déjà en janvier 1752, le théâtre fut contraint, sur ordre de l'impératrice Elisabeth Petrovna, de déménager dans la capitale. Mais le secteur du théâtre a continué d'exister dans la ville : des représentations ont été organisées dans des établissements d'enseignement et dans des cinémas maison.
La construction en pierre à Iaroslavl a repris dans les années 1720. Les églises de Florus et Lavra (1712), Barbara la Grande Martyre (1715), la Nativité de la Vierge Marie (1720), les églises d'été et d'hiver de la paroisse Semionovski (1723-1728), les églises du Vendredi (1739), de la Louange de la Vierge Marie (1748) et d'autres furent construits. Parmi les bâtiments laïques, les maisons de Korytov, Peterevski, Klirikov, du pharmacien Dourop et quelques autres ont été préservées.
En général, le développement spontané est resté dans la ville. Le surpeuplement des maisons en bois créait un risque d'incendie constant. Le plus grand incendie eut lieu le 25 juin 1768 (6 juillet dans le calendrier grégorien) et détruisit un tiers des bâtiments, après quoi même l'allumage des poêles en été fut interdit. Même si les entrées de la ville de Zemlianoï depuis les routes principales (Ouglichskaïa, Romanovskaïa, Moskovskaïa) se faisaient toujours par les tours, les structures défensives étaient en général dans un état insatisfaisant. La ville en terre était encore entourée de douves, d'un rempart et de murs en bois délabrés comportant 19 tours,.

### Centre de vice-royauté (1777-1796)
En 1777, Iaroslavl devint le centre du gouvernorat (vice-royauté) et de son gouvernement correspondant, devenant ainsi un centre administratif majeur. À cette époque, environ 15 000 habitants vivaient dans la ville. En 1785, Catherine II a signé le « Certificat des droits et avantages des villes de l'Empire russe », qui déterminait les droits des citoyens, ainsi que la structure de l'autonomie gouvernementale de la ville (chef de la ville, bourgmestre et conseilles municipaux du magistrat, anciens, juges, douma municipale avec fonctions administratives). La population urbaine était divisée en 6 groupes de classe. Les organes de représentation de classe et la Douma étaient sous le contrôle du gouverneur.
Le gouverneur général de Iaroslavl, Alexeï Petrovitch Melgounov, met en œuvre des initiatives culturelles et sociales dans la ville et la région, en s'impliquant largement dans les domaines caritatif et éducatif.
En 1786, le siège du diocèse de Rostov a été transféré de Rostov à Iaroslavl (depuis lors, il s'agit du diocèse de Iaroslavl et de Rostov). Le monastère de la Transfiguration, à cet égard, a été transformé en maison épiscopale. En 1788, une œuvre unique de la littérature russe ancienne, Le Dit de la campagne d'Igor, a été découverte dans la bibliothèque du dernier abbé du monastère de la Transfiguration du Sauveur.
En 1778, le premier plan de développement régulier de Iaroslavl, élaboré par l'architecte Ivan Starov, fut approuvé. Le centre du nouvel agencement de la ville était l'église du Prophète Élie, autour de laquelle fut créée la place d'Élie, sur laquelle furent construits les bâtiments des bureaux du gouvernement provincial, des chambres d'État et du palais du gouverneur. De la place principale, les rues divergeaient comme des rayons vers les tours de passage de la ville de Zemlianoï : la rue de la Nativité jusqu'à la tour d'Ouglitch, la rue d'Ouglitch, jusqu'à la tour Vlassievskaïa, la rue d'Élie, jusqu'à la tour Semionovskaïa, et l'immense place du défilé s'étendait vers la Strelka. Pour les maisons démolies pour le réaménagement de la ville, des fonds étaient prélevés sur le Trésor pour en construire de nouvelles. Le style de construction principal de cette période était le classicisme. À la fin du XVIIIe siècle, la ville comptait déjà 334 maisons en pierre et 785 magasins en pierre.
À la fin du siècle, il y avait 180 entreprises industrielles à Iaroslavl.
En 1777, une école pour enfants nobles (gymnasium noble) et une école publique à l'hospice de la ville (école municipale) furent fondées à Iaroslavl. Là, ils enseignaient la loi de Dieu, l'histoire, la géographie, la grammaire, le dessin, le français et l'allemand. Le 22 septembre 1786 (3 octobre dans le calendrier grégorien), l'École publique principale pour les enfants de toutes les classes et la Maison de Charité pour les voisins (élever des orphelins, prendre soin des infirmes et des personnes âgées des deux sexes et de toutes les classes) ouvrent leurs portes, dans lesquelles 56 garçons et 24 filles ont étudié.
En 1783, l'ouverture gratuite des imprimeries fut autorisée et en 1784, la première imprimerie de la province russe apparut à Iaroslavl, les propriétaires N. F. Ouvarov, A. N. Khomoutov et N. I. Kokovtsev. Au cours des 5 premières années, 20 livres ont été publiés. Le gouverneur général de Iaroslavl, Alexeï Melgounov, a alloué des fonds pour la création d'un organe d'éducation maçonnique, le magazine mensuel « Ouïedijnionny pochekhonets » (éditeur, V.D. Sankovski, publié en 1786-1788), ce fut le premier magazine provincial du pays. Il a publié des documents sur l'histoire, l'économie domestique, la poésie, des nouvelles particulièrement importantes et des essais sur les chefs-lieux. Au total, 24 numéros de 70 à 80 pages ont été publiés. Le magazine a cessé de paraître en raison du décès d'A.P. Melgounov.

### Centre de gouvernement (1796-1917)

#### De 1796 à la campagne de Russie
En 1796, Paul Ier abolit les postes de gouverneurs et de gouverneurs généraux. La principale unité administrative-territoriale restait le gouvernement, dirigée par les gouverneurs.
Pendant la guerre de 1812 de Napoléon, le gouvernement de Iaroslavl a rassemblé 11 000 miliciens (une âme sur 25) qui ont participé aux batailles aux côtés de l'armée régulière ; 818 000 roubles ont été collectés pour les besoins de l'armée du gouvernement régional. En octobre, le principal hôpital militaire a ouvert ses portes à Iaroslavl. Une légion russo-allemande de 9 000 personnes a été formée dans la ville, sur la base des déserteurs de l'armée napoléonienne. La milice défendit la route de Moscou à Iaroslavl, puis de Moscou à Saint-Pétersbourg, se distingua lors du siège de Dantzig. En janvier 1814, à l'occasion de la victoire, la milice fut dissoute et les soldats rentrèrent chez eux jusqu'en novembre. Les pertes se sont élevées à plus de 4,5 mille personnes.

#### Nouveaux bâtiments
En 1808-1809, la maison épiscopale est rénovée et en 1815 le Consistoire Spirituel est fondé. En 1812, aux frais de l'industriel P.I. Olovyanichnikov, le premier pont sur la Kotorosl fut construit : haut, en bois et sur pilotis en bois. Par la suite, un barrage en terre bordé de pierre fut construit à sa place, et en 1853 un nouveau pont, en treillis fut construit, et le pont fut nommé pont américain car le système de treillis venait d'Amérique. En 1820, les remparts furent complètement démolis et les fossés des fortifications de la ville désormais inutiles furent comblés, et des boulevards avec des allées de tilleuls furent construits sur les rives de la Volga et sur l'emplacement d'une partie de l'ancien rempart. Le remblai est transformé : les pentes sont bordées de rochers et de gazon, des ponts sont érigés au-dessus des ravins (1823-1825) et une grille en fonte est installée (1831). La Maison du Gouverneur a été construite (1819-1820 ; au milieu du XIXe siècle, le bâtiment principal (aujourd'hui le Musée d'art de Iaroslavl) a été reconstruit et les ailes, la clôture avec les portes et l'écurie ont été démantelées), en face il y avait un belvédère (1840 ; à la place du pavillon chinois en bois) et une descente vers la gare maritime (non conservée), derrière le Jardin du Gouverneur. Ont également été construits sur le remblai : un belvédère à Miakouchkinski Spousk (années 1840), le pont Semionovski (1820), l'église d'Élie-de-la-ville-Hachée (1825-1831). En contrebas se trouvaient des quais qui recevaient des navires à passagers, des navires marchands et des barges. Le quai de transport de Tveritskaïa Sloboda, sur la rive opposée, était d'une grande importance. Sous la direction de l'architecte provincial Piotr Pankov, la maison du gouverneur Gostiny Dvor (1813-1818) et le théâtre municipal (1819, non conservé) ont été construits. Le boulevard de Kazana été construit derrière le théâtre.
En 1835-1845, la cathédrale du monastère de Kazan fut érigée (architecte Avraam I. Melnikov). Les domaines des Matveïev et de Vakhrameïev, la maison de la société des médecins, la maison du conseil des métiers, les maisons de Dediouline, Koudassov, Goriaïnov (qui était alors le bâtiment de l'école diocésaine, qui fait maintenant partie du bâtiment principal de l'école diocésaine), la construction d'une pension caritative et d'autres ont été réalisées dans le style classicisme. On trouve dans les bâtiments de style russe : l'église de la Présentation (1891-1895), chapelle Alexandre Nevski (1892) ; de style Art Nouveau : Tour des pompiers (1911). En 1913, un pont ferroviaire a été ouvert sur la Volga, pendant longtemps le seul dans le cours supérieur du fleuve. En 1902, la bibliothèque publique Pouchkine a été ouverte (4 500 livres, 70 séries de périodiques) ; en 1914, c'était l'une des dix plus grandes bibliothèques du pays. En 1911, un nouveau bâtiment de théâtre (architecte N.A. Spirine) apparaît dans le style du classicisme moscovite du début du XXe siècle et le premier cinéma fixe de la ville, le « Gorn ».

#### La science, les journaux et les instituts culturels
L'imprimerie a été modernisée. À partir du 6 mars 1831 (18 mars dans le calendrier grégorien), sous le gouvernement provincial, la Gazette provinciale de Iaroslavl a été publiée, qui, à partir de 1858, était hebdomadaire, à partir de 1871, deux fois par semaine, à partir de 1894, quotidiennement. De plus, à partir de 1860, sous le consistoire spirituel, la Gazette diocésaine de Iaroslavl, a été publiée. Puis sont apparus de nombreux autres périodiques. Le 1er décembre 1898 (13 décembre dans le calendrier grégorien) paraît le quotidien « Severny Krai » (Territoire du Nord), publié dans les gouvernements de Iaroslavl, Kostroma, Vladimir, Vologda et Arkhangelsk avec un tirage de 8 000 exemplaires. Il fut interdit en décembre 1905. Ses huit successeurs en termes d'idées furent également été fermés en raison des sentiments de l'opposition. En 1910-1917, le journal des cadets « Golos » a été publié.
En 1843, à l'initiative de Iefim. S. Karnovitch, la Société d'agriculture de Iaroslavl fut créée, en 1861, la Société des médecins de Iaroslavl, en 1864, la Société pour l'étude du gouvernement de Iaroslavl en histoire naturelle, l'année suivante le premier musée de Iaroslavl est apparu. Au début du XXe siècle, la Société d'art de Iaroslavl et la branche de Iaroslavl de la Société de théâtre russe sont apparues. En 1902, la première organisation marxiste du nord du pays est créée : le Syndicat des travailleurs du Nord.
En 1887, le VIIe Congrès archéologique russea eu lieu à Iaroslavl. En novembre 1889 eut lieu la première réunion de la Commission provinciale des archives scientifiques de Iaroslavl : il était interdit de détruire les anciens dossiers avant d'en sélectionner les documents pour les archives. En 1895, un musée est apparu sous la commission, situé sur la place d'Élie, l'Ancien Stockage, qui, en 1917, avait accumulé environ 9 000 objets sur l'histoire de la région. Des résultats notables ont été obtenus dans l'étude du passé de la ville. En 1900, paraît l'ouvrage du membre de la Commission I.F. Barchtchevski « Esquisse historique de la ville de Iaroslavl ». De plus, en 1913, la commission des excursions de Iaroslavl publie le livre « Iaroslavl dans son passé et son présent ».

#### Éducation à Iaroslavl
Au début du XIXe siècle, la ville a reçu sa première université, l'École des sciences supérieures de Iaroslavl, ouverte en 1804 grâce aux fonds du philanthrope Paul Demidoff,. En 1833, il fut transformé en lycée Demidoff et en 1868 en lycée de droit Demidoff, qui dispensait un enseignement juridique supérieur et était égal aux facultés de droit des universités. En première année, 35 étudiants étaient inscrits et au début du XXe siècle, le lycée obtenait chaque année un diplôme d'une centaine de jeunes hommes.
En 1805, un gymnase pour hommes fut ouvert, où Nikolaï Nekrassov étudia également. Le gymnase était situé d'abord dans la Maison de la Charité, puis dans la caserne de la Transfiguration, et en 1900 il reçut un bâtiment sur la place Semionovskaïa (aujourd'hui le bâtiment principal de l'université d'État de Iaroslavl). En 1828, une école spéciale fut créée pour les enfants des employés de bureau. Plus tard, une école municipale de quatre ans et deux écoles publiques de deux ans sont apparues. En 1848, une école pour jeunes filles du clergé fut transférée de Soligalitch à Iaroslavl, dans laquelle étudièrent 19 élèves. Au total, 1 750 hommes et 130 femmes étudiaient dans 14 établissements d'enseignement en 1858.
Dans la seconde moitié du XIXe siècle, apparaissent les gymnasiums pour femmes Catherine et Mariinskaïa, l'école diocésaine pour femmes Jonathan, en 1868, un gymnasium militaire, en 1895 transformé en corps de cadets, en 1900, un gymnasium inférieur mécanique et école technique, qui est devenue le premier établissement d'enseignement professionnel de la ville, préparant du personnel qualifié pour l'industrie. Au début du XXe siècle, la ville comptait déjà 66 établissements d'enseignement comptant 10 000 étudiants (pour 117 000 habitants). En 1908, l'Institut des enseignants de Iaroslavl est apparu. En 10 ans, il a réussi à former 200 enseignants.

#### Réforme de l'administration et nouveaux services publics
En 1870, paraît le règlement municipal d'Alexandre II, qui crée des assemblées municipales de toutes classes. Elles étaient élus pour 4 ans par les contribuables, en 1883, sur 1 million d'habitants du gouvernement, seulement 10,5 % vivaient dans les villes, 9 % d'entre eux avaient le droit de vote. La Douma de la ville était un organe administratif, à partir de ses membres, elle formait le conseil municipal, l'organe exécutif, composé du maire de la ville (qui dirigeait simultanément la Douma elle-même) et des membres du conseil. La Douma de la ville de Iaroslavl comprenait 66 personnes, dirigées par le marchand Kokouïev (1871-1874),.
Grâce aux activités de la Douma dans les années 1870-1890, les étangs de la ville ont été asséchés, des trottoirs ont été construits dans le centre, l'industrie a prospéré, et de nouveaux services sont apparus dans les domaines de l'éducation, de la culture, de la charité, des soins de santé, avec les mesures sanitaires et de prévention des incendies, des établissements d'enseignement, des théâtres, des refuges, des hospices, etc. Après la réforme de 1892, la taille de la Douma fut réduite à 50 personnes, et seulement 0,9 % des citadins ont conservé le droit de vote. Mais la structure et les tâches sont restées largement les mêmes. Le fonctionnement de la Douma a montré que la gestion publique de la vie urbaine présente des avantages par rapport à la gestion bureaucratique.
En 1881-1887 et en 1897-1905, le maire était Ivan Alexandrovitch Vakhrameïev. Sous lui, l'approvisionnement en eau (1883), les communications téléphoniques, l'éclairage électrique et un tramway (1900) sont apparus à Iaroslavl. Vakhrameïev est devenu célèbre en tant qu'entrepreneur, collectionneur et philanthrope (réparation de l'église du Prophète-Élie en 1899-1902). Une ligne télégraphique avec Moscou est apparue dans la ville en 1860.

#### Une population en hausse
Selon le recensement de 1897, la population de Iaroslavl, y compris les villages et les banlieues annexées à la ville, était de 71 600 personnes (53,5 % d'hommes, 46,5 % de femmes) ; Orthodoxes et coreligionnaires, 69 000, vieux croyants et s'écartant de l'orthodoxie, 150, catholiques, 900, protestants, 370, juifs, 1 000, autres, 90 personnes. Grands Russes, 68,5 mille, Petits Russes, 550, Biélorusses, 70, Polonais, 850, Allemands, 300, Juifs, 890, autres, 500. Nobles héréditaires, 1,9 mille, personnels, 3 mille, clergé, 2,5 mille, honoraires citoyens, 1660, commerçants, 1320, bourgeois, 22,5 mille, paysans, 37,7 mille, personnes d'autres classes, 800, étrangers, 80. Maisons 2,8 mille en bois et 1, 1 mille en pierre, y compris les magasins publics, 240 et privés, 260. Églises orthodoxes 75, Edinoverie 1 et luthérienne 1.

#### Début duXXesiècle
Au début du XXe siècle, Iaroslavl était l'une des plus grandes villes de la Russie centrale (12e place en termes de nombre d'habitants sur le territoire moderne du pays en 1897). L'industrie était considérablement développée, il y avait plus de 50 entreprises avec 15 000 travailleurs, selon le nombre desquelles la ville occupait la 8e place parmi les centres de l'industrie manufacturière de la Russie européenne. Les industries du textile, des arômes alimentaires et de la chimie prédominaient. Principales usines : deux manufactures de fils et tissus de papier et de lin (production d'une valeur de 2,16 millions de roubles avec 1 560 ouvriers), de tabac (ouverte par Dounaïev en 1850) (2,6 millions de roubles avec 940 ouvriers) ; usines chimiques (pour 0,6 million de roubles, avec 440 ouvriers), usines d'allumettes (pour 0,47 million de roubles, avec 350 ouvriers), scieries, menuiserie, menuiserie, tonnellerie, fabrication de savon, vodka, fabrication de cloches, feutre et feutrine, cuir, fourreur et moulin à cire, chacun avec une production de 0,1 à 0,28 million de roubles.
En 1900, la première centrale électrique ouvre dans la ville. Depuis 1870, la ville avait des liaisons ferroviaires directes avec Moscou, Saint-Pétersbourg et Kostroma. La Volga Shipping Company a joué un rôle important. Les bureaux et les quais de cinq compagnies maritimes étaient situés à Iaroslavl. En plus des trois jours de marché par semaine, une fois par an, du 5 au 25 mars, se tenait une foire au cours de laquelle les principaux articles d'échange étaient la vaisselle en verre, en faïence et en porcelaine.
Au début du XXe siècle, Iaroslavl était considérée comme l'une des villes les plus belles et les plus florissantes de la région de la Haute Volga. La partie de la ville adjacente aux rives de la Volga se distinguait par les meilleures conditions d'hygiène : la zone était sèche, surélevée, toutes les rues étaient pavées, les maisons avaient des jardins et un boulevard bordé de tilleuls et d'acacias s'étendait sur toute la longueur. Le remblai était magnifiquement conçu, maintenu propre et, avec le boulevard et Polouchkina (alors à 1 km de la ville), était un lieu de prédilection pour les citadins. La conduite d'eau amenait l'eau de la Volga ; les habitants des zones périphériques utilisaient peu l’approvisionnement en eau, recevant l’eau des réservoirs et des puits à proximité.
Iaroslavl s'est développé comme un grand centre commercial et industriel. La ville a obtenu des succès significatifs dans le développement de l'éducation, des soins de santé, de la vie scientifique, des périodiques et du théâtre.
Jusqu'en 1917, 14 personnes reçurent le titre de « Citoyen d'honneur de Iaroslavl ».

## Période soviétique

### Guerre civile russe

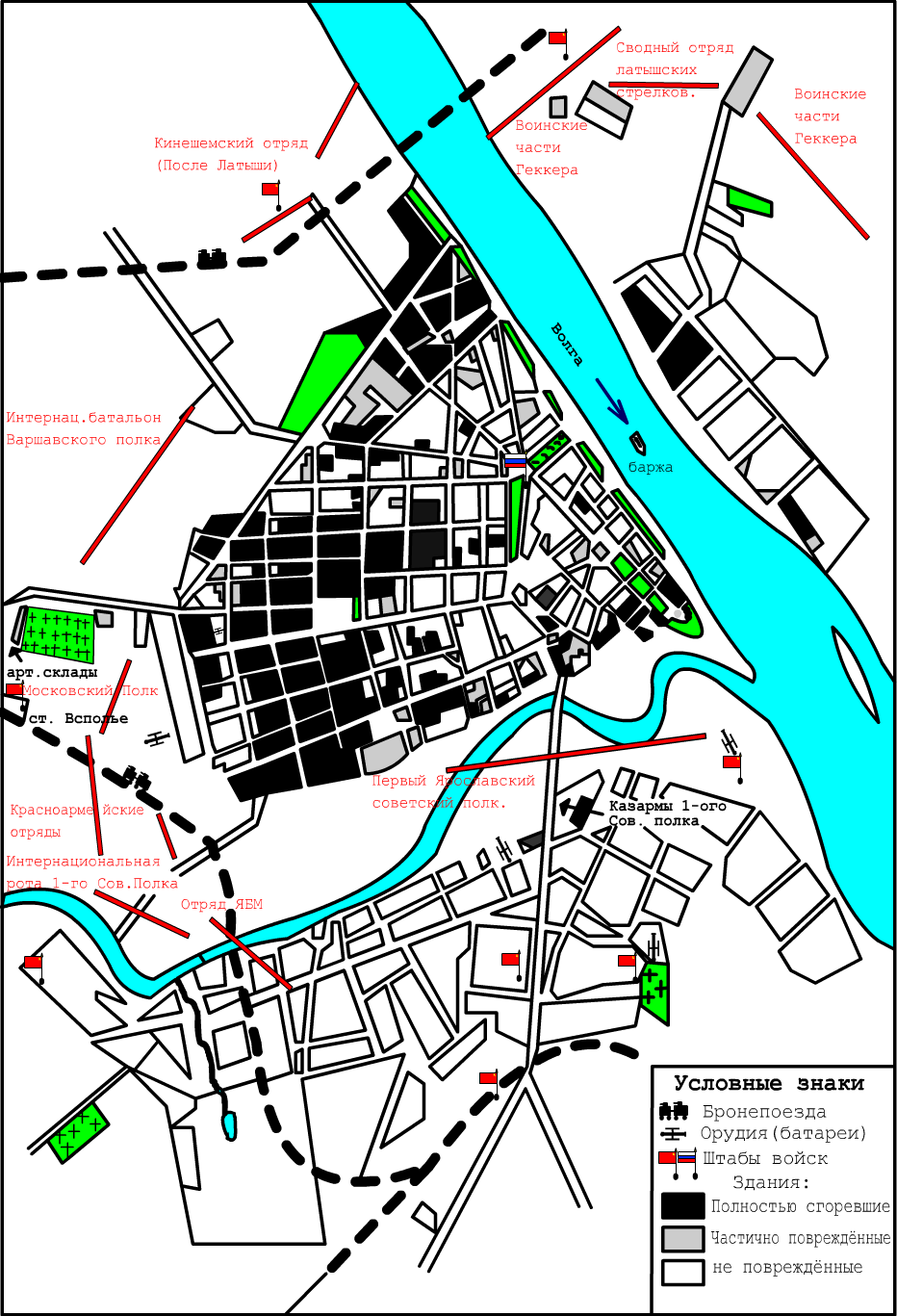
Plan de l'insurrection de Iaroslavl/ En noir quartiers incendiés/ en gris : endommagés

L'événement le plus important de l'histoire moderne de Iaroslavl en termes de conséquences fut la répression par l'Armée rouge en juillet 1918 de l'insurrection anti-bolchevik des habitants dirigé par le colonel Alexandre Perkhourov. La garde rouge, composé de détachements bolcheviques, de régiments lituaniens et polonais, d'un bataillon chinois, de formations hongroises et autrichiennes, a mené des bombardements d'artillerie barbares sur la ville pendant deux semaines, tirant dessus 75 000 obus,,.
En conséquence, de nombreux habitants sont morts et la majeure partie de la ville a été transformée en ruines. Plus de 2 000 bâtiments résidentiels, 20 entreprises industrielles ont été détruits, les bâtiments des rues Nikitskaïa, Podhekhonskaïa, Mydhkinskaïa, Malaïa Rybinskaïa ont été complètement incendiés, tout comme presque toutes les maisons des rues Vlassievskaïa et Malaïa Ouglitchskaïa, la plupart des rues de la Grande Nativité et de Ouerre et d'autres rues où la plupart les gens vivaient dans les couches actives de la population. Le lycée Demidoff avec sa bibliothèque la plus précieuse a été complètement détruit, l'hôpital de la ville, 9 bâtiments d'écoles primaires ont été détruits, d'énormes dégâts ont été causés aux monastères de la Transfiguration du Seigneur et d'Athanase, des dizaines d'églises et de bâtiments publics ont aussi subi ces bombardements,.
Après la prise de la ville par l'Armée rouge, des pillages et des exécutions massives ont commencé sans procès ni enquête. Selon des données loin d'être complètes, plus de cinq mille personnes ont été abattues. Au total, en 1918, la population de Iaroslavl est passée d'environ 130 à 750 000 habitants,.

### Années 1920 et 1930

#### Centre administratif
L'Empire russe a été remplacé par la RSFSR puis par l'URSS. La division administrative du pays a changé à plusieurs reprises, jusqu'à ce que finalement les raïons du future oblast de Iaroslavl fassent partie de l'oblast industriel d'Ivanovo. En 1936, Iaroslavl redevint centre administratif, l'oblast de Iaroslavl étant créé.

#### Destructions, restaurations, et constructions
Depuis 1918, la Commission de restauration de Iaroslavl était à l'œuvre dans la ville. En 1923, sur la base de la bibliothèque Pouchkine, la bibliothèque centrale provinciale de Iaroslavl a été créée. En 1924, tous les musées de la ville ont été regroupés au Musée régional d'État de Iaroslavl. Il comptait 20 000 objets de stockage et une bibliothèque scientifique de 60 000 livres. Conformément aux exigences des autorités soviétiques, de nombreuses églises ont été fermées et détruites et leurs objets de valeur ont été confisqués. Il y a eu de nombreux changements de nom dans les rues de la ville à partir de 1918, la plupart des noms sont devenus typiques de toutes les villes de l'Union soviétique (en l'honneur des symboles idéologiques et des personnalités du parti) et ne reflètaient plus l'histoire de la ville.
Après les destructions de 1918, des friches et des ruines sont restées longtemps au centre-ville. En 1920, le développement de la ville a commencé selon le « Plan du Grand Iaroslavl » : les limites de la ville ont été agrandies plus de 5 fois, de nouvelles rues ont été formées, des maisons et des installations économiques ont été construites. En 1921, la circulation des tramways fut partiellement rétablie, en 1922 le système d'égouts du centre fut restauré, en 1924 un nouveau central téléphonique fut construit pour remplacer celui détruit et en 1925 le premier téléphone public fut installé. Au milieu des années 1920, la ville comptait plus de 100 000 habitants.
En 1927-1931, le village Boutousovski composé de bâtiments résidentiels a été construit. Les maisons construites dans les années 1930 étaient ce qu'on appelle des Stalinka. Parmi les réalisations architecturales, on peut noter les bâtiments du club « Gigant » et de l'administration du NKVD, construits sur le site de l'église détruite du Saint-Esprit. En 1931, un réseau d'égouts à l'échelle de la ville a été construit et un service de bus a été introduit. En 1936, un nouveau plan d'urbanisme fut adopté, avec la formation d'un centre-ville, de nouvelles rues, l'aménagement du quai Tveritskaïa et la suppression des zones industrielles aux frontières nord et sud de la ville. Des maisons de style néoclassique ont été construites dans la rue soviétique. Cependant, comme dans tout le pays, il y avait une grave pénurie de logements, de biens de consommation et des problèmes d'aménagement paysager et d'éclairage public.

#### Industrialisation de la ville
En 1929, les plus grandes entreprises de Iaroslavl étaient : « Krasny Perekop » (anciennement la Grande Manufacture), avec environ 10 000 ouvriers, fabriquant des tissus de coton ; les usines de peinture et de blanchiment du plomb, « Krasny Maïak » (ancienne usine de Sorokine), « Podeba Rabotchikh » (ancienne usine de Vakhrameïev) et « Svobodny Tround » (ancienne usine d'Olovyanichnikov), les usines de feutrage et de chaussures, des tanneries, scieries, usine de freins. Toutes ces entreprises ont été fondées à l’époque de l’empire.
En novembre 1926, la première étape de la centrale électrique de de Liapinski fut lancée, créant ainsi la base du développement de l'industrie dans la ville. Au cours du premier plan quinquennal (1928-1933), la construction d'une usine de caoutchouc, d'usines de caoutchouc synthétique (SK-1) et d'un chantier naval a commencé. Il était prévu de reconstruire l'usine automobile, l' usine de Krasny Perekop et d'autres. SK-1, construite en 1932, fut la première usine de caoutchouc synthétique au monde ; en conséquence, l'usine de pneus de Iaroslavl fut la première au monde à maîtriser la production de masse à base de caoutchouc artificiel et, au début des années 1940, fournissait environ 80 % des pneus pour voitures en URSS. À l'usine automobile de Iaroslavl, des échantillons de nouveaux équipements ont été créés : production de voitures, trolleybus, bus, camions-bennes, tracteurs. En 1933, le premier moteur diesel expérimental pour un camion de cinq tonnes a été créé, mais il n'a pas été possible d'établir une production de masse. En mars 1933, la première étape de l'usine de caoutchouc-amiante de Iaroslavl fut lancée. Une usine de briques silico-calcaires, une usine d'oxygène et d'autres ont commencé à fonctionner.

#### Secteur de l'éducation
En 1924, une branche de la société « À bas l'analphabétisme » fut ouverte à Iaroslavl. L'enseignement primaire universel a été officiellement introduit en 1926 et l'enseignement secondaire universel en 1930. À partir du milieu des années 1920, la construction de nouveaux bâtiments scolaires reprit. En avril 1941, le Palais des Pionniers est inauguré. En 1937, il y avait encore 2 000 analphabètes dans la ville.
En 1919, le lycée de droit Demidoff a été transformé en université d'État de Iaroslavl et, depuis 1922, il comprenait l'ancien Institut des enseignants de Iaroslavl et la branche de Iaroslavl de l'Institut archéologique de Moscou. En 1924, l'université de Iaroslavl a été fermée en raison de difficultés financières dans le pays, sa faculté pédagogique est redevenue une université indépendante, la seule de la région pendant plus de dix ans. Des écoles d'apprentissage en usine et des écoles techniques (caoutchouc, chimie, textile) ont été ouvertes dans la ville et une école technique mécanique a continué à fonctionner. Dans les années 1930, la ville comptait trois universités : un institut pédagogique, un institut du soir de génie mécanique et une école supérieure d'agriculture.

### Iaroslavl pendant la Seconde Guerre mondiale (1941-1945)
Pendant la Seconde Guerre mondiale, plus d'un demi-million d'habitants de l'oblast de Iaroslavl sont allés au front et plus de 200 000 personnes sont mortes. Le Comité de défense de Iaroslavl fonctionnait à Iaroslavl. À la fin de l'automne 1941, l'ennemi se trouvait à 50 km des frontières de la région. Il y avait un plan d'action pour la destruction des installations industrielles les plus importantes de Iaroslavl en cas de menace d'occupation de la ville ; les entreprises les plus importantes étaient minées.
La ville a été soumise aux raids aériens allemands : au total, 1 200 d'entre eux ont été effectués. Les Allemands effectuèrent les frappes aériennes les plus puissantes sur la ville dans la nuit du 9 au 10 juin 1943 (58 bombardiers, dont 8 abattus) et dans la nuit du 20 au 21 juin (85 bombardiers, 8 furent abattus). En conséquence, l'usine de pneus a été complètement détruite et la production de pneus a été presque complètement arrêtée pendant 3 mois ; 5 autres usines de la ville, une centrale thermique, 3 gares ferroviaires de la ville ont également été endommagées à des degrés divers et plusieurs dizaines de bâtiments résidentiels ont été détruits; mais déjà fin septembre 1943, les conséquences des bombardements étaient éliminées. Dans la ville, au cours de ces deux seuls raids, 229 personnes ont été tuées, 176 personnes ont été grièvement blessées et 552 ont été légèrement blessées. En plus de la conscription, il y eut le recrutement dans la milice populaire (en quelques jours de 1941, 47 000 personnes furent recrutées dans la ville). Le 23 février 1943, le sous-marin Iaroslavlski Komsomolets, construit aux frais des citoyens, fut transféré à la flotte militaire du Nord.
Dès les premiers mois de la guerre, l'industrie de Iaroslavl s'est tournée vers la production de produits militaires, jouant un rôle important dans l'approvisionnement des principales industries de défense : l'usine de pneus a fourni 70 % des pneus de tous types du pays, elle a produit des produits pour 800 chars, 3 200 régiments d'artillerie et 14 000 régiments d'aviation. L'usine automobile produisait des camions-bennes d'une tonne et demie et de trois tonnes, des boîtiers pour projectiles de 37 mm, etc..
L'école d'infanterie militaire de Iaroslavl a été ouverte à Iaroslavl. En 1943, l'Institut médical biélorusse fut déplacé à Iaroslavl, depuis Vitebsk et Minsk, un an plus tard, l'Institut médical de Iaroslavl a ouvert ses portes à Iaroslavl. En 1944, un institut technologique pour l'industrie du caoutchouc ouvre ses portes dans la ville.
En 1968, un monument a été érigé en l'honneur de la gloire militaire et ouvrière des habitants de Iaroslavl pendant la Grande Guerre patriotique de 1941-1945.

### Iaroslavl dans l'après-guerre (1945-1991)

#### Secteur économique et récompenses
En 1958, l'usine automobile de Iaroslavl a été transformée en usine automobile de Iaroslavl (YaMZ), depuis les années 1960 elle a cessé de produire des camions et est devenue le principal fournisseur de moteurs diesel pour les voitures du pays. En 1963, elle a commencé à produire des moteurs pour le Kirovets K-700. Le 17 octobre 1961, la raffinerie de pétrole de Novoïaroslavl est inaugurée.
En 1971, la ville a reçu l'Ordre du Drapeau rouge du Travail et en 1985, l'Ordre de la révolution d'Octobre. Depuis 1978, ils ont recommencé à conférer le titre de « citoyen d'honneur de la ville de Iaroslavl ».

#### Nouveaux développements
Un demi-siècle plus tard, la construction de ponts a repris dans la ville : en 1962, un nouveau pont en béton armé sur la Kotorosl a été ouvert, en 1966, le pont d'Octobre sur la Volga, et en 1975, le pont Tolboukhinski sur la Kotorosl.
Après la guerre, la zone allant de la place Trouda à la gare de Vsspolié a été activement développée. En 1963, le bâtiment du cirque a été ouvert sur la place Trouda et en 1965, le Palais de la culture des constructeurs de moteurs et le Palais des sports de l'usine de moteurs ont été ouverts. De nouveaux boulevards et places apparaissent à ce moment-là.
Depuis la fin des années 1950, la construction active de Khrouchtchevka a commencé ; le quartier de Piatiorka en était densément construit. Après l'interdiction de la construction de logements individuels dans la ville en 1961, l'introduction de zones résidentielles avec développement de micro-districts a commencé. En 1964-1986, le président du comité exécutif de la ville était Iouri D. Kirillov, sous lequel des constructions massives ont été réalisées dans de nouveaux quartiers de la ville. Dans le district Nord, 11 microdistricts de la zone résidentielle de Braguino ont été construits et la construction de la zone résidentielle de Pachoukovo a commencé. Dans la partie sud de la ville, des microdistricts ont été construits le long de la perspective de Moscou, dans le quartier Neftestroï, et Diadkovo et Lipovaïa Gora ont été activement développés. Dans la partie Trans-Volga, 5 microdistricts du quartier résidentiel de Krasny Bor et du village de Rezinotekhnika ont été construits.
En 1981, le bâtiment du comité régional du PCUS a été construit sur la place soviétique et, deux ans plus tard, le Théâtre des jeunes spectateurs a été achevé. Au milieu des années 1980, la gare fluviale de Iaroslavl a été achevée.
En 1962, l'école de théâtre de Iaroslavl a été créée. En 1969, l'université d'État de Iaroslavl a ouvert ses portes. En 1970, l'École de commandement des missiles antiaériens de défense aérienne devient une université. En 1977, une branche de l'Académie agricole de Moscou a été ouverte, qui est devenue en 1990 un institut indépendant, et en 1995, est devenu l'Académie agricole de Iaroslavl. En 1957, l'École des finances militaires a été transférée à Iaroslavl, qui est devenue une université en 1974.

#### Ouverture progressive
La ville s'ouvrit progressivement aux étrangers et fit partie du projet touristique le plus célèbre de la fin de l'époque soviétique, l'Anneau d'or. La restauration des monuments était alors en cours. En revanche, sur décision des autorités locales, certains d'entre eux avaient déjà été détruits dans les années 1970 et 1980.
Le Front populaire de Iaroslavl, à la fin des années 1980 et au début des années 1990,était un mouvement social populaire qui militaiy pour la justice sociale, contre les privilèges de la nomenklatura et pour l’expansion des libertés.

## Sous la Russie moderne (1992-)
Après avoir atteint un nombre maximum d’habitants d’environ 650 000 personnes à la fin des années 1980, comme presque partout ailleurs dans le pays, la population de la ville a commencé à décliner. Mais malgré les difficultés de l'économie de transition, Iaroslavl a réussi à préserver son potentiel économique et à développer son potentiel culturel. La population en janvier 2008 était de 605,2 mille personnes (24e place dans le pays), et en 2007, il y a eu une augmentation pour la première fois depuis plus de 20 ans.

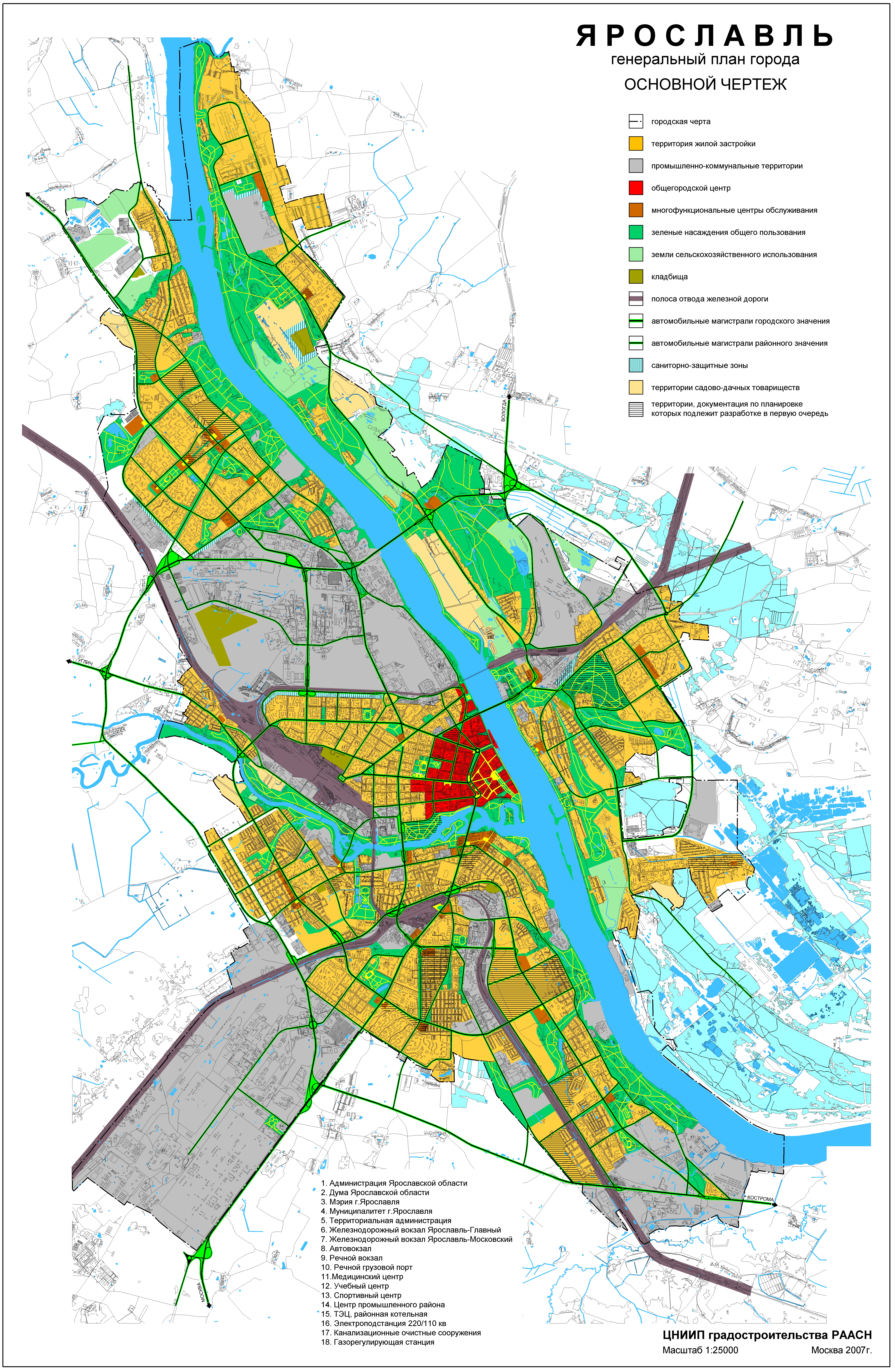
Plan directeur de 2008.

La superficie de la ville couvre environ 20 000 hectares, elle compte 15 places et 950 rues d'une longueur totale de plus de 600 km. Une seule rue a retrouvé son nom pré-révolutionnaire ; toutes les autres portent encore leur nom soviétique. En 2006, un nouveau plan directeur pour le développement de la ville a été approuvé. Les points clés de l'infrastructure sont les ponts sur la Volga et la Kotorosl, ainsi que l' aéroport de Tounochna. Les routes partant de Iaroslavl mènent à Moscou et à Saint-Pétersbourg, vers le nord et le long de la Volga. La route fédérale M-8 Kholmogory et le chemin de fer transsibérien traversent la ville. Grâce à la Volga, Iaroslavl a accès à cinq mers.
En 2007, la ville comptait environ 23 000 entreprises et organisations, dont plus de 85 % étaient privées. Les principales industries restent la chimie, la pétrochimie, la construction mécanique, la métallurgie, l'énergie électrique, les carburants et l'alimentation. Les domaines du commerce, de la restauration publique, des transports et des communications se développent. Les plus grandes entreprises sont JSC Avtodizel (usine de moteur de Iaroslavl), JSC Slavneft-YANOS, JSC Iaroslavl Tire Plant, JSC Iaroslavl-Rezinotekhnika, JSC Iaroslavl Plant of Rubber Technical Products, JSC Russian Paints, JSC Yarpivo, JSC Iaroslavl Dairy Products Plant.
Depuis 1993, l'Institut pédagogique est devenu une université, il compte désormais 7 facultés. En 1994, l'institut médical est devenu une académie. En 1992, l'Académie internationale du commerce et des nouvelles technologies a ouvert ses portes dans la ville, la première université non publique de la région de Iaroslavl.
En 2007, il y avait 96 écoles secondaires et 38 écoles techniques et écoles professionnelles à Iaroslavl. Il existe également 13 écoles d'art, 27 écoles de sport et plus de 30 bibliothèques. La bibliothèque régionale de Iaroslavl stocke 2,7 millions de livres.
Depuis 1985, le Musée de l'histoire de la ville de Iaroslavl fonctionne sur le quai de Volga dans l'ancienne maison du marchand Kouznetsov (1803). Le musée-réserve (plus d'un demi-million d'expositions) et le musée d'art continuent de fonctionner. Depuis la fin des années 1980, de nombreuses églises de Iaroslavl ont été transférées à l'Église orthodoxe russe et de nouvelles sont en construction. Les monastères de Tolga (le premier des monastères de femmes en Russie), Kazan et d'Athanase ont été rétablis. Un certain nombre de nouveaux monuments ont été construits. De 2005 à 2008, la ville avait un projet « Iaroslavl Maslenitsa, la principale Maslenitsa du pays », mais en 2009, les festivités à l'échelle de la ville ont été annulées en raison de la crise économique. La ville possède un orchestre symphonique avec un orgue, ainsi que les complexes sportifs Arena 2000 et Atlan. Chaque année, Iaroslavl est visité par 320 000 touristes, dont 150 000 étrangers. En 2003, Iaroslavl a reçu le drapeau de l'UE pour sa contribution au développement des relations internationales.
En 2007-2010, dans le cadre de la célébration du 1000e anniversaire de Iaroslavl, la ville a activement construit de nouvelles installations et reconstruit les installations existantes. En particulier, un centre périnatal, un zoo, un centre de concert et de divertissement ont été ouverts, une route de contournement de la ville a été construite, y compris le pont du Jubilé sur la Volga, l'avenue de Moscou a été reconstruite, etc. Un certain nombre d'objets historiques d'églises et l'architecture civile a été restaurée, les quais de la Volga et le parc de Strelka ont été reconstruits.
Le 23 octobre 1993, un monument dédié au fondateur de la ville, Iaroslav le Sage, a été inauguré à Iaroslavl.

## Pour approfondir